# Lise Rønne
Lise Rønne (ur. 1 listopada 1978 w Viborgu) – duńska prezenterka telewizyjna i dziennikarka. Prowadziła cztery sezony duńskiej edycji X Factora, dwa konkursy Dansk Melodi Grand Prix oraz wspólnie z Nikolajem Koppelem i Pilou Asbækiem konkursu Eurowizji w 2014.

## Wykształcenie
Rønne uczęszczała do Viborg Katedralskole, w której naukę ukończyła w 1997 roku. Później, uzyskała tytuł licencjata w dziedzinie studiów medialnych oraz dyplom z dziennikarstwa na Uniwersytecie w Aarhus.

## Życie prywatne
Mieszka w Østerbro w Kopenhadze. Jest w związku z Mikkelem Lucasem Overby, z którym ma dwójkę dzieci: Nelsona (ur. 2010) i Evę (ur. 2012).
Rønne jest ambasadorką duńskiej rady do spraw uchodźców, Dansk Flygtningehjælp